# Platythelphusa denticulata
Platythelphusa denticulata là một loài cua nước ngọt trong họ Potamonautidae.
Chúng thường được tìm thấy ở Tanzania.